# Alessandro Vitelli
Alessandro Vitelli [áleszándró vitêlí] (Umbria, 1500. k. – Umbria, 1554. k.) pápai condottiere (zsoldosvezér).

## Élete
Perugiában született Paolo Vitelli fiaként. 1521-ben Firenzében katonáskodott, ahol 25 lovas tartozott a parancsnoksága alá. Rövid ideig az itáliai háborúban harcolt a velenceiek és a franciák ellen. 1522-ben harcolt Perugia Francesco Maria della Rovere és Camillo Orsini háborújában, ahol hírnevet szerzett magának haditetteivel, s ő lett Giulio Medicinek (a későbbi VII. Kelemen pápának a testőrparancsnoka.
1526-ban 100 lovas parancsnoka volt Emiliában, s Lombardiában is harcolt, ahol megsebesült. 1527-től a Pápai Állam területén szolgált, s kitüntette magát Firenze védelmében. 300 emberével merész kitörést tett és megfutamított 500 spanyol gyalogost, akik közül 80-an elestek, és sokakat foglyul ejtettek. Később átállt a német birodalmiak oldalára.
1529-ben csatlakozott III. Pál pápa seregéhez és még ebben az évben egy expedíciót vezetett Firenze ellen.

Több mint tíz évig harcolt Észak-Itáliában és számos győzelmet aratott.
1542-ben a pápa Magyarországra küldte, hogy csatlakozzon a Buda visszafoglalására vonuló sereghez. A keresztény sereget II. Joachim brandenburgi választófejedelem vezette, de nem volt semmilyen tapasztalata a hadakozásban. Vitelli volt az egyetlen aki érdemleges haditetteket hajtott végre Pest alatt, nem egy esetben túlerőben levő török csapatokkal kellett, hogy megmérkőzzön egymaga. Minden elszánt küzdelme ellenére a keresztény sereg két hét után visszavonult.
1542–43-ban Alessandro Vitelli  és Filippo Tornielli Esztergomban a ma is látható ó-olasz típusú „Malom-bástyát” építtette. Ezután Vitelli hazament Itáliába.
1546-ban Németországban harcolt a schmalkaldeni háborúban. A nördlingeni ütközetben gyalogságsával merész támadást hajtott végre a protestáns sereg ellen. Ulm környékén többek között harcolt Giambattista Castaldo császári tábornokkal, a későbbi magyarországi főparancsnokkal együtt is.

1551-ben a franciák ellen harcolt, s részt vett Termes ostromában.
1552-ben Toszkánában harcolt és több várat is elfoglalt.
Két évvel később szülőhelyén meghalt.